# كريم عامر
كريم عامر أو عبد الكريم نبيل سليمان (مواليد الإسكندرية، مصر 1984) طالب سابق بكلية الشريعة بجامعة الأزهر حيث كان يدرس القانون، وهو أول مدون مصري يحاكم قانونيا بسبب كتاباته على الإنترنت. اعتقلت السلطات المصرية عبد الكريم عامر أول مرة في أكتوبر عام 2005 على خلفية مقال كتبه على الإنترنت عن أحداث الفتنة الطائفية في منطقة محرم بك بالإسكندرية ثم أطلق سراحه بعد ثمانية عشر يوما. اعتقل مرة أخرى في أواخر عام 2006 ثم حوكم بعدة تهم منها «الإساءة للإسلام» و«نبيه محمد»، «إثارة الفتنة» و«إهانة رئيس الجمهورية». تم الحكم على كريم عامر في 22 فبراير 2007 بعقوبة الحبس 4 سنوات. أقام عدد من المدونين حملة للإفراج عن عبد الكريم، وحضر عدد كبير منهم محاكمته وكان رأيهم أن عبد الكريم من حقه أن يعبر عن رأيه دون أن يعاقب، وأنهم وإن اختلفوا مع ما يكتب عبد الكريم فإن الحل ليس حبسه وقمعه.
تم إطلاق سراح كريم عامر يوم الإثنين الموافق 15 نوفمبر 2010 بعد قضائه 1470 يوم داخل أسوار سجن برج العرب. اضطر لمغادرة مصر في يناير 2012 بعد تلقيه تهديدات بالقتل من جماعات إسلامية متطرفة، انتقل إلى مدينة كراكوف البولندية بموجب منحة للكتاب مقدمة من منظمة أيكورن ومقرها النرويج، وبعد عام انتقل إلى مدينة بيرجن غرب النرويج والتي يقيم بها الآن.

## فصله من الأزهر
فُصل عبد الكريم من جامعة الأزهر نتيجة لمقالات كتبها ينتقد فيها الأزهر وشيخ الأزهر وهو إجراء قانوني في اللوائح والقوانين داخل الأزهر.

## مواقع خارجية
- إدانة الشبكة العربية لمعلومات حقوق الإنسان لسجن كريم عامر